# Liste des boursiers Killam, par ordre alphabétique A
| Nom                               | Année | Université                     | Discipline  |
| --------------------------------- | ----- | ------------------------------ | ----------- |
| Sydney N. Afriat                  | 1980  | Université d'Ottawa            | Économique  |
| Arnold Ages                       | 1984  | Université Waterloo            | Français    |
| Jacques Allard                    | 1985  | UQAM                           | Français    |
| Howard Alper                      | 1986  | Université d'Ottawa            | Chimie      |
| Bernard Andrès                    | 2004  | UQAM                           | Littérature |
| Marc Angenot                      | 1987  | Université McGill              | Français    |
| Timothy E. Anna                   | 1994  | Université du Manitoba         | Histoire    |
| George Christopher Archibald (en) | 1980  | Université of British Columbia | Économique  |
| Harry W. Arthurs (en)             | 1984  | Université York                | Droit       |
| Earline Jennifer Ashworth         | 1988  | Université Waterloo            | Philosophie |